# Neanthes agulhana
Neanthes agulhana är en ringmaskart som först beskrevs av Francis Day 1963.  Neanthes agulhana ingår i släktet Neanthes och familjen Nereididae. Inga underarter finns listade i Catalogue of Life.